# Івано-Франківський автобус
Автобусна транспортна система міста Івано-Франківська підпорядкована Управлінню транспорту і зв'язку Івано-Франківської міської ради. 

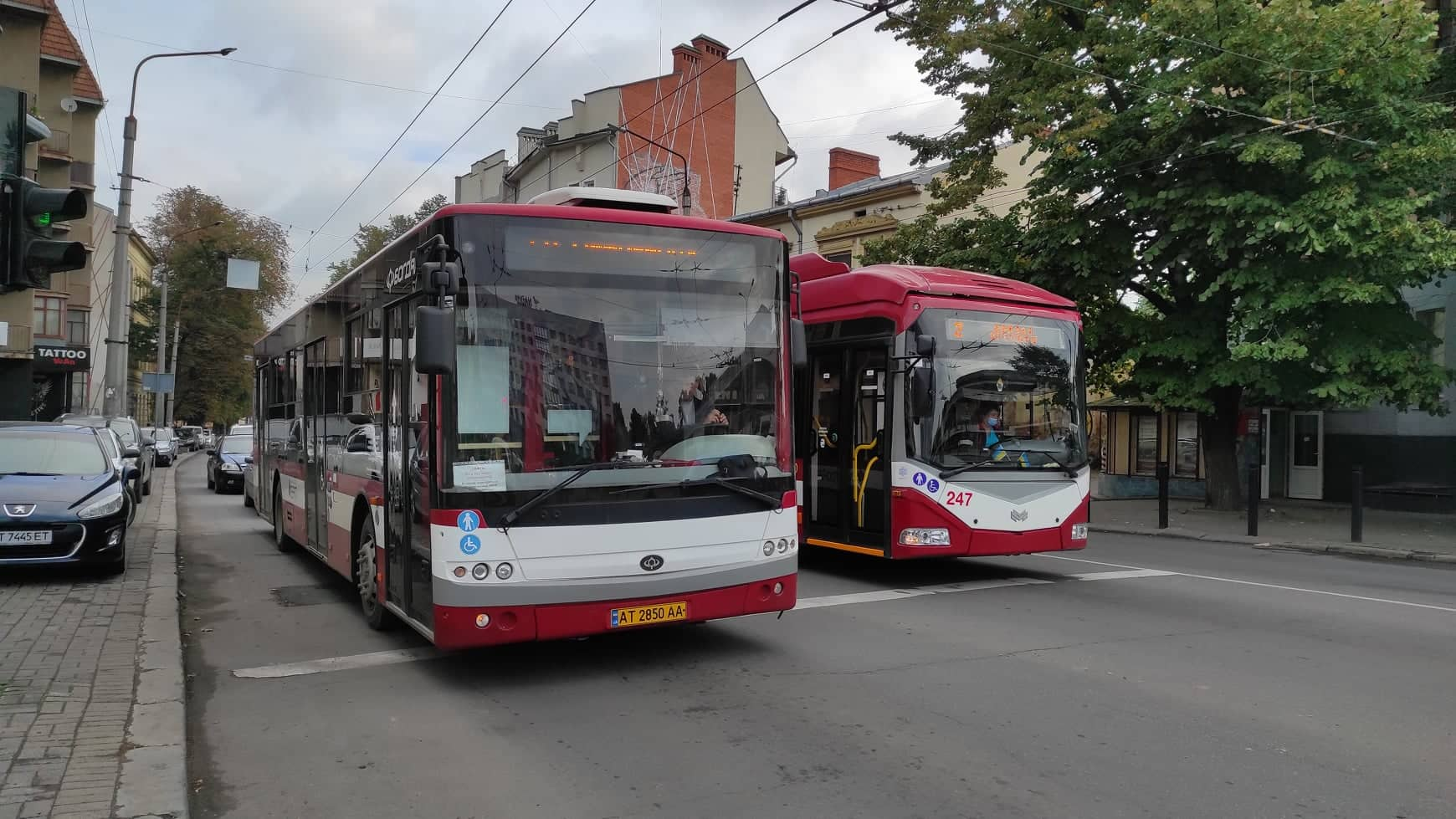
Автобус Богдан А70132 у Івано-Франківську

Національний університет «Львівська політехніка» на підставі наукових обґрунтувань у 2007 розробив міську маршрутну мережу, яка складалася із 52 маршрутів, оптимальною кількістю автобусів для обслуговування пасажирських перевезень визначено 250 одиниць.
У 2016 році впроваджено нову маршрутну мережу і проведено конкурс на визначення перевізників. До 2016 року в місті налічувалося 113 перевізників, але після конкурсу їх залишилося лише 6 (більшість перевізників стали субпідрядниками тих, що виграли конкурс). Загальну кількість маршрутів скоротили з 47 до 28 (станом на 1.01.2016). Всі маршрути почали працювати в режимі “Звичайний“, а не “Маршрутне таксі“ як раніше. Загальна кількість автобусного рухомого складу була зменшена з приблизно 270 до приблизно 200. Крім цього змінилася нумерація всіх маршрутів — автобусні маршрути починаються з номера 21, а №1-20 зарезревовані для тролейбусних маршрутів (на перспективу).
У 2021 році проведено новий конкурс на визначення перевізників на обслуговування автобусних маршрутів у Івано-Франківську, оскільки збіг термін договорів укладених у 2016 році (конкурс проводиться кожні 5 років згідно з постановою №1081 Кабінету Міністрів України). Виконавчий комітет Івано-Франкіської міської ради затвердив оновлену маршруту мережу, і поставив ціль згідно з якою 90% всіх маршрутів мають стати комунальними.
Станом на 2022 рік маршрутна мережа складається з 36 автобусних маршрутів, що обслуговують місто та населені пункти Івано-Франківської МТГ.

## Рухомий склад
Станом на вересень 2022 року автобусні маршрути Івано-Франківської МТГ обслуговують автобуси:

#### Комунальний перевізник
- «Богдан А70132» — 40 одиниць;
- «Güleryüz Cobra GM220LE» — 12 одиниць;
- «Güleryüz Cobra GD272LF» — 12 одиниць;
- «МАЗ 206» — 4 одиниці;
- Solaris Urbino 12 - 8 одиниць;
- MAN Lion's City- 2 одиниці;

Всі автобуси з низькою підлогою, і більшість з них мають кондиціонер.

#### Приватні перевізники
- «Ataman» — 5 одиниць;
- «Богдан А091» — 31 одиниця;
- «Богдан А092» — 45 одиниць;
- «Еталон» БАЗ А079 — 40 одиниць;
- «I-Van» ЗАЗ А07А — 25 одиниць;
- китайського виробництва — 14 одиниць;

## Маршрути
Комунальний перевізник "Електроавтотранс" обслуговує 20 маршрутів №23, 26, 27, 29, 40, 41, 45, 46, 47, 49, 50, 51, 52, 53, 54, 55, 56, 57, 58, 59, 60, 61.
Виділені в таблиці номери позначають маршрути, які обслуговуються автобусами великого класу з низькою підлогою (Богдан А701, Güleryüz). Кількість автобусів на маршруті вказана за лютий 2022 року до початку нового вторгнення російських військ в Україну. Загальний випуск автобусів на маршрути становив близько 200 автобусів у будні дні, з яких 70 автобусів були від комунального перевізника.  
| №  | Назва                                                                             | Схема руху | Час кола, хв. | Кількість автобусів на маршруті | Перевізник                    |
| -- | --------------------------------------------------------------------------------- | --- | ------------- | ------------------------------- | ----------------------------- |
| 21 | Онкодиспансер – Обласна лікарня                                                   | Прямий напрям: зупинка “Житловий масив” – вул. Медична, Коновальця, Петлюри, Чорновола, Січових Стрільців, П. Орлика, кардинала Любомира Гузара, Галицька, Пасічна, Федьковича – зупинка “Обласна лікарня” Зворотний напрям: зупинка “Обласна лікарня” – вул. Федьковича,Пасічна, Галицька, Дністровська, Василіянок, Привокзальна, Лепкого, Незалежності, Січових Стрільців, Коновальця, Медична – зупинка “Житловий масив” | 110           | 8                               | ФОП Олексюк В.В.              |
| 22 | вул. Хоткевича – АС-2                                                             | Прямий напрям: зупинка “вул. Хоткевича” – вул. Хоткевича, Деповська, Вовчинецька, Привокзальна, Лепкого, Незалежності, Січових Стрільців, П. Орлика, кардинала Любомира Гузара, Галицька, Горбачевського – зупинка “АС-2” Зворотний напрям: зупинка “АС-2” – вул. Горбачевського, Галицька, Хіміків, Тролейбусна, Галицька, Дністровська, Василіянок, М. Мулика, Привокзальна, Вовчинецька, Деповська, Хоткевича – зупинка “вул. Хоткевича”* * – тимчасово продовжений через вул. Івасюка, Миколайчука, Стуса, Івасюка, Хоткевича (у зв’язку з відсутністю місця для розвороту великогабаритних автобусів, до облаштування розворотного кільця на вулиці Хоткевича) | 64            | 8                               |                               |
| 23 | вул. Микитинецька – АС-2                                                          | Прямий напрям: зупинка “вул. Микитинецька” – вул. Микитинецька, Незалежності, Незалежності, Січових Стрільців, П. Орлика, кардинала Любомира Гузара, Галицька, Горбачевського – зупинка “АС-2” Зворотний напрям: зупинка “АС-2” – вул. Горбачевського, Галицька, Хіміків, Тролейбусна, Галицька, Дністровська, Василіянок, Вовчинецька, Привокзальна, Лепкого, Незалежності, Микитинецька – зупинка “вул. Микитинецька” | 64            | 2                               | КП ЕАТ                        |
| 24 | с. Хриплин – вул. Б. Хмельницького                                                | Прямий напрям: зупинка “с. Хриплин” – с. Хриплин, Коновальця, Січових Стрільців, Незалежності, Лепкого, Привокзальна, Вовчинецька, Сагайдачного, Максимовича, Надрічна, Б. Хмельницького* – зупинка “вул. Б. Хмельницького”* Зворотний напрям: . Зупинка “вул. Б. Хмельницького”* – вул. Б. Хмельницького*, Сагайдачного*, Вовчинецька, Привокзальна, Лепкого, Незалежності, Січових Стрільців, Коновальця, с. Хриплин – зупинка “с. Хриплин” | 96            | 6                               | ФОП Олексюк В.В.              |
| 25 | Тролейбусне депо – Меблева фабрика                                                | Прямий напрям: зупинка “Тролейбусне депо” – вул. Тролейбусна, Галицька, Пулюя, Берегова, Довга, Бельведерська, П. Орлика, Мазепи, Гординського, Чорновола, Матейки, Коновальця, Побутова, Ребета, Дудаєва – зупинка “Меблева фабрика” Зворотний напрям: зупинка “Меблева фабрика” – вул. Дудаєва, Європейська пл., Коновальця, Матейки, Чорновола, Січових Стрільців, П. Орлика, кардинала Любомира Гузара, Галицька, Целевича, Тролейбусна, – зупинка “Тролейбусне депо” | 72            | 7                               | ТзОВ "Корида-транс"           |
| 26 | Вокзал – вул. Довженка                                                            | Прямий напрям: зупинка “Вокзал” – вул. Привокзальна, Лепкого, Незалежності, Січових Стрільців, Чорновола, Довженка, Мазепи – зупинка “АС-3” Зворотний напрям: зупинка “АС-3” – вул. Мазепи, Набережна ім. Стефаника, Галицька, Дністровська, Василіянок, Вовчинецька, Привокзальна – зупинка “Вокзал” | 48            | 4                               | не обслуговується             |
| 27 | м-н “Каскад” – вул. Пулюя                                                         | Прямий напрям: зупинка “м-н “Каскад” – вул. Симоненка, Миколайчука, Стуса, Івасюка, Івана Павла ІІ, Миру, Деповська, Вовчинецька, Василіянок, Галицька, Пулюя – зупинка “вул. Пулюя” Зворотний напрям: зупинка “вул. Пулюя” – вул. Пулюя, Берегова, Довга, Бельведерська, Ленкавського, Короля Данила, Південний бульвар, В. Великого, П. Орлика, кардинала Любомира Гузара, Дністровська, Василіянок, М. Мулика, Привокзальна, Вовчинецька, Деповська, Миру, Івана Павла ІІ, Івасюка, Стуса, Миколайчука, Симоненка – зупинка “м-н “Каскад” | 60            | 6                               | КП ЕАТ                        |
| 28 | м-н “Каскад” – АС-3                                                               | Прямий напрям: зупинка “м-н “Каскад” – вул. Симоненка, Вовчинецька, Привокзальна, Лепкого, Незалежності, Січових Стрільців, Мазепи – зупинка “АС-3” Зворотний напрям: зупинка “АС-3” – вул. Мазепи, Довженка, Чорновола, Січових Стрільців, П. Орлика, кардинала Любомира Гузара, Дністровська, Василіянок, М. Мулика, Привокзальна, Вовчинецька, Симоненка – зупинка “м-н “Каскад” | 64            | 14                              | ФОП Сохан О. В.               |
| 29 | “Обласна лікарня – АС-3 (по Довгій)”                                              | Прямий напрям: зупинка “Обласна лікарня” – вул. Пасічна, Галицька, Пулюя, Берегова, Довга, Бельведерська, Ленкавського, Короля Данила, Мазепи – зупинка “АС-3” Зворотний напрям: зупинка “АС-3” – вул. Довженка, Петлюри, Коновальця, Січових Стрільців, П. Орлика, Бельведерська, Довга, Берегова, Пулюя, Галицька, Пасічна – зупинка “Обласна лікарня” | 64            | 7                               | ТзОВ "Західтехцентр"          |
| 30 | вул. Хоткевича – АС-3                                                             | Прямий напрям: зупинка “вул. Хоткевича” – вул. Хоткевича, Деповська, Вовчинецька, Привокзальна, Лепкого, Незалежності, Січових Стрільців, Коновальця, Петлюри, Довженка, Мазепи – зупинка “АС-3” Зворотний напрям: зупинка “АС-3” – вул. Мазепи, Довженка, Чорновола, Сахарова, Коновальця, Січових Стрільців, Незалежності, Івасюка, Хоткевича – зупинка “вул. Хоткевича” | 64            | 8                               | ТзОВ "Приватавтотранс-сервіс" |
| 32 | вул. Симоненка – Обласна лікарня                                                  | Прямий напрям: зупинка “Золота нива” – вул. Симоненка, Вовчинецька, Привокзальна, М. Мулика, Василіянок, Галицька, Пасічна, Федьковича – зупинка “Обласна лікарня” Зворотний напрям: зупинка “Обласна лікарня” – вул. Федьковича, Пасічна, Галицька, Довга, Тичини, Дністровська, Василіянок, М. Мулика, Привокзальна, Вовчинецька, Івасюка, Стуса, Миколайчука, Симоненка – зупинка “Золота нива” | 64            | -                               | не обслуговується             |
| 33 | м-н “Каскад” – АС-2                                                               | Прямий напрям: зупинка “м-н “Каскад” – вул. Симоненка, Миколайчука, Стуса, Івасюка, Івана Павла ІІ, Миру, Деповська, Вовчинецька, Привокзальна, Лепкого, М. Мулика, Василіянок, Галицька, Горбачевського – зупинка “АС-2” Зворотний напрям: зупинка “АС-2” – вул. Горбачевського, Галицька, Хіміків, Тролейбусна, Галицька, Василіянок, М. Мулика, Лепкого, Привокзальна, Вовчинецька, Деповська, Миру, Івана Павла ІІ, Івасюка, Стуса, Миколайчука, Симоненка – зупинка “м-н “Каскад” | 64            | 2                               | не обслуговується             |
| 34 | с. Вовчинець – вул. Тичини                                                        | Прямий напрям: зупинка “с. Вовчинець” – с. Вовчинець, вул. Вовчинецька, Симоненка, Вовчинецька, Василіянок, Північний бульвар, Довга, Тичини – зупинка “вул. Тичини” Зворотний напрям: зупинка “вул. Тичини” – вул. Тичини, Дністровська, Василіянок, Вовчинецька, Симоненка, Вовчинецька, с. Вовчинець – зупинка “с. Вовчинець” | 48            | 6                               | ТзОВ "Приватавтотранс-сервіс" |
| 35 | вул. Симоненка – Європейська площа                                                | Прямий напрям: зупинка “Золота нива” – вул. Симоненка, Миколайчука, Стуса, Івасюка, Незалежності, Січових Стрільців, Чорновола, Петлюри, Коновальця, Європейська пл. – зупинка “Обласна дитяча лікарня” Зворотний напрям: зупинка “Обласна дитяча лікарня” – вул. Коновальця, Січових Стрільців, Незалежності, Івасюка, Стуса, Вовчинецька, Симоненка – зупинка “Золота нива” | 70            | 6                               | ТзОВ "Корида-транс"           |
| 36 | АС-2 – АС-3                                                                       | Прямий напрям: зупинка “АС-2” – вул. Горбачевського, Галицька, Хіміків, Тролейбусна, Галицька, Пулюя, Берегова, Довга, Бельведерська, П. Орлика, Мазепи, Гординського, Чорновола, Довженка, Мазепи – зупинка “АС-3” Зворотний напрям: зупинка “АС-3” – вул. Мазепи, Довженка, Чорновола, П. Орлика, кардинала Любомира Гузара, Галицька, Горбачевського – зупинка “АС-2” | 72            | 4                               | ТзОВ "Корида-транс"           |
| 37 | с. Крихівці (субота, неділя, святкові дні – “Міське кладовище”) – Вокзал          | Прямий напрям: зупинка “с. Драгомирчани” (субота, неділя, святкові дні – “Міське кладовище”) – с. Крихівці, вул. Мазепи, П. Орлика, кардинала Любомира Гузара, Дністровська, Василіянок, Вовчинецька, Привокзальна – зупинка “Вокзал” Зворотний напрям: зупинка “Вокзал” – вул. Привокзальна, Лепкого, Незалежності, Січових Стрільців, Мазепи, с. Крихівці, – зупинка “с. Драгомирчани” (субота, неділя, святкові дні – “Міське кладовище”) | 64            | 4                               | ФОП Сохан О. В.               |
| 38 | Обласна лікарня – с. Крихівці (субота, неділя, святкові дні – “Міське кладовище”) | Прямий напрям: зупинка “Обласна лікарня” – вул. Федьковича, Пасічна, Галицька, Дністровська, Василіянок, Вовчинецька, Привокзальна, Лепкого, Незалежності, Січових Стрільців, Чорновола, Довженка, Мазепи, АС-3, Мазепи, с. Крихівці – зупинка “с. Драгомирчани” (субота, неділя, святкові дні – “Міське кладовище”) Зворотний напрям: зупинка “с. Драгомирчани” – с. Крихівці, Довженка, Чорновола, Січових Стрільців, П. Орлика, кардинала Любомира Гузара, Галицька, Пасічна, Федьковича – зупинка “Обласна лікарня” | 96            | 8                               | ФОП Аннюк Й. В.               |
| 39 | с. Угорники – Обласна лікарня                                                     | Прямий напрям: зупинка “с. Угорники” – вул. Повстанців, Федорченка, Тополина, Тисменицька, Незалежності, Січових Стрільців, П. Орлика, кардинала Любомира Гузара, Галицька, Пасічна, Федьковича – зупинка “Обласна лікарня” Зворотний напрям: зупинка “Обласна лікарня” – вул. Федьковича, Пасічна, Галицька, Дністровська, Василіянок, М. Мулика, Лепкого, Незалежності, Тисменицька, Тополина, Федорченка, Повстанців – зупинка “с. Угорники” | 96            | 7                               | ТзОВ "Приватавтотранс-сервіс" |
| 40 | м-н “Каскад” – Крихівці.                                                          | Прямий напрямок: зупинка “м-н “Каскад” – вул. Симоненка, Вовчинецька, Івасюка, Івана Павла ІІ, Миру, Деповська, Вовчинецька, Привокзальна, Лепкого, Незалежності, Січових Стрільців, Коновальця, Петлюри, Довженка, Мазепи – зупинка “АС-3”. Зворотний напрям: зупинка “АС-3” – вул. Мазепи, П. Орлика, кардинала Любомира Гузара, Дністровська, Василіянок, Вовчинецька, Пстрака, Миру, Івана Павла ІІ, Івасюка, Стуса, Миколайчука, Симоненка – зупинка “м-н “Каскад”. | 80            | 9                               | КП ЕАТ                        |
| 41 | м-н “Каскад” – Онкодиспансер                                                      | Прямий напрям: зупинка “м-н “Каскад” – вул. Симоненка, Вовчинецька, Привокзальна, Лепкого, Незалежності, Січових Стрільців, Коновальця, Медична – зупинка “Житловий масив” Зворотний напрям: зупинка “Житловий масив” – вул. Медична, Коновальця, Січових Стрільців, Незалежності, Лепкого, Привокзальна, Вовчинецька, Івасюка, Стуса, Миколайчука, Симоненка – зупинка “м-н “Каскад” | 96            | 8                               | КП ЕАТ                        |
| 42 | вул. Хоткевича – вул.Тичини                                                       | Прямий напрям: зупинка “вул. Хоткевича” – вул. Хоткевича, Деповська, Вовчинецька, Василіянок, Північний Бульвар, Довга – зупинка “вул. Тичини” Зворотний напрям: зупинка “вул. Тичини” – вул. Тичини, кардинала Любомира Гузара, Дністровська, Василіянок, Вовчинецька, Деповська, Хоткевича – зупинка “вул. Хоткевича” | 40            | 5                               | ФОП Сохан О. В.               |
| 44 | “Обласна лікарня – вул. Дудаєва”                                                  | Прямий напрям: зупинка “Обласна лікарня” – вул. Федьковича, Пасічна, Галицька, Дністровська, Василіянок, Вовчинецька, Привокзальна, Лепкого, Незалежності, Коновальця, Дудаєва – зупинка “Меблева фабрика” Зворотний напрям: зупинка “Меблева фабрика” – вул. Дудаєва, Європейська пл., Коновальця, Петлюри, Довженка, Мазепи, Гурика, Південний бульвар, В. Великого, П. Орлика, кардинала Любомира Гузара, Галицька, Пасічна, Федьковича – зупинка “Обласна лікарня” | 80            | 4                               | ТзОВ "Корида-транс"           |
| 45 | с. Підлужжя - вул. Кармелюка                                                      | |               | 2                               | КП ЕАТ                        |
| 46 | вул. Симоненка - вул. Целевича                                                    | Прямий напрям: Зворотний напрям: | 72            | 5                               | КП ЕАТ                        |
| 47 | вул. С. Бандери – село Братківці                                                  | Прямий напрям: Зворотний напрям: | 60            | 3                               | КП ЕАТ                        |
| 48 | вул. Івасюка – Хлібокомбінат                                                      | Прямий напрям: зупинка “магазин ”Крона” – вул. Івана-Павла ІІ, Івасюка, Незалежності, Січових Стрільців, Мазепи, Дорошенка, Довженка, Петлюри – зупинка “Хлібокомбінат“ Зворотний напрям: зупинка “Хлібокомбінат“ – вул. Петлюри, Коновальця, Січових Стрільців, Незалежності, Лепкого, Привокзальна, Вовчинецька, Деповська, Миру, Івана-Павла ІІ – зупинка “магазин ”Крона” | 60            | 6                               | ФОП Федорищак М. В.           |
| 49 | с. Микитинці – вул. Петлюри                                                       | Прямий напрям: с. Микитинці – вул. Горбачевського, Галицька, Хіміків, Тролейбусна, Галицька, Василіянок, М. Мулика, Лепкого, Незалежності, Січових Стрільців, Коновальця, Петлюри – зупинка ”Кільце (вул. Петлюри)” – зупинка “АС-2“ Зворотний напрям: с. Микитинці – зупинка “Кільце (вул. Петлюри)”, Петлюри, Коновальця, Січових Стрільців, Орлика, Новгородська, Галицька, Целевича, Хіміків, Галицька, Горбачевського, зупинка “АС-2“ – | 72            | 4                               | КП ЕАТ                        |
| 50 | вул. Дністерська - с. Підпечери                                                   | |               | 2                               | КП ЕАТ                        |
| 51 | Управління статистики - с. Колодіївка                                             | |               | 1                               | КП ЕАТ                        |
| 52 | Управління статистики - с. Узин                                                   | |               | 1                               | КП ЕАТ                        |
| 53 | вул. Хоткевича - с. Черніїв                                                       | |               | 3                               | КП ЕАТ                        |
| 54 | вул. Хоткевича - с. Хриплин                                                       | |               | 4                               | КП ЕАТ                        |
| 55 | Автостанція №2 - вул. Липова                                                      | |               | 10                              | КП ЕАТ                        |
| 56 | Залізничний вокзал - с. Чукалівка                                                 | |               | 1                               | КП ЕАТ                        |
| 57 | вул. С. Бандери – село Березівка                                                  | |               | 1                               | КП ЕАТ                        |
| 58 | вул. С. Бандери – село Камінне                                                    | |               | 1                               | КП ЕАТ                        |
| 59 | вул. С. Бандери – село Радча                                                      | |               | 2                               | КП ЕАТ                        |
| 60 | вул. Дністровська – село Радча                                                    | |               | 1                               | КП ЕАТ                        |
| 61 | вул. С. Бандери – село Тисменичани                                                | |               | 1                               | КП ЕАТ                        |

## Фотогалерея

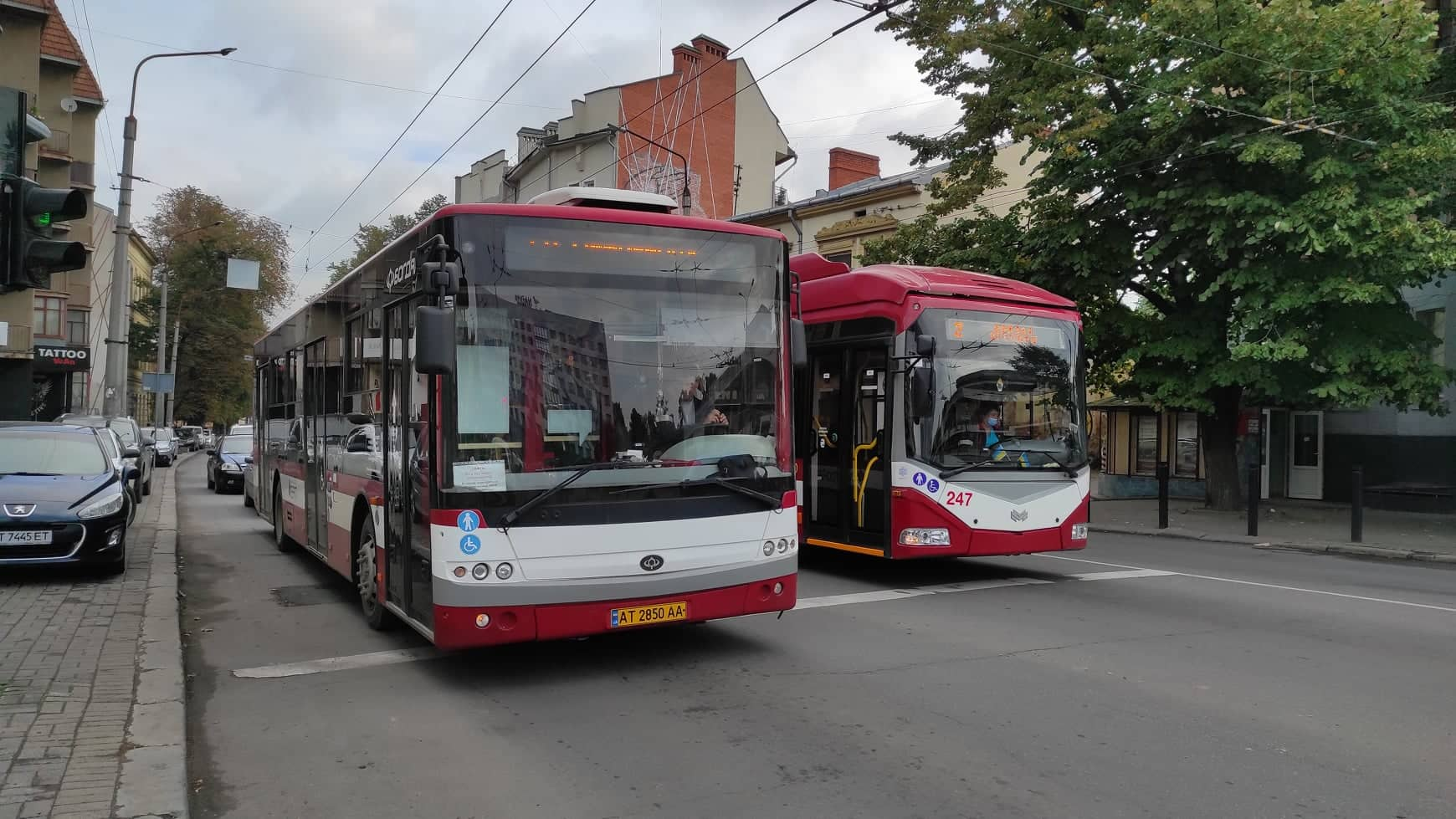
Автобус Богдан А70132 та тролейбус БКМ 321 в Івано-Франківську у 2021 році
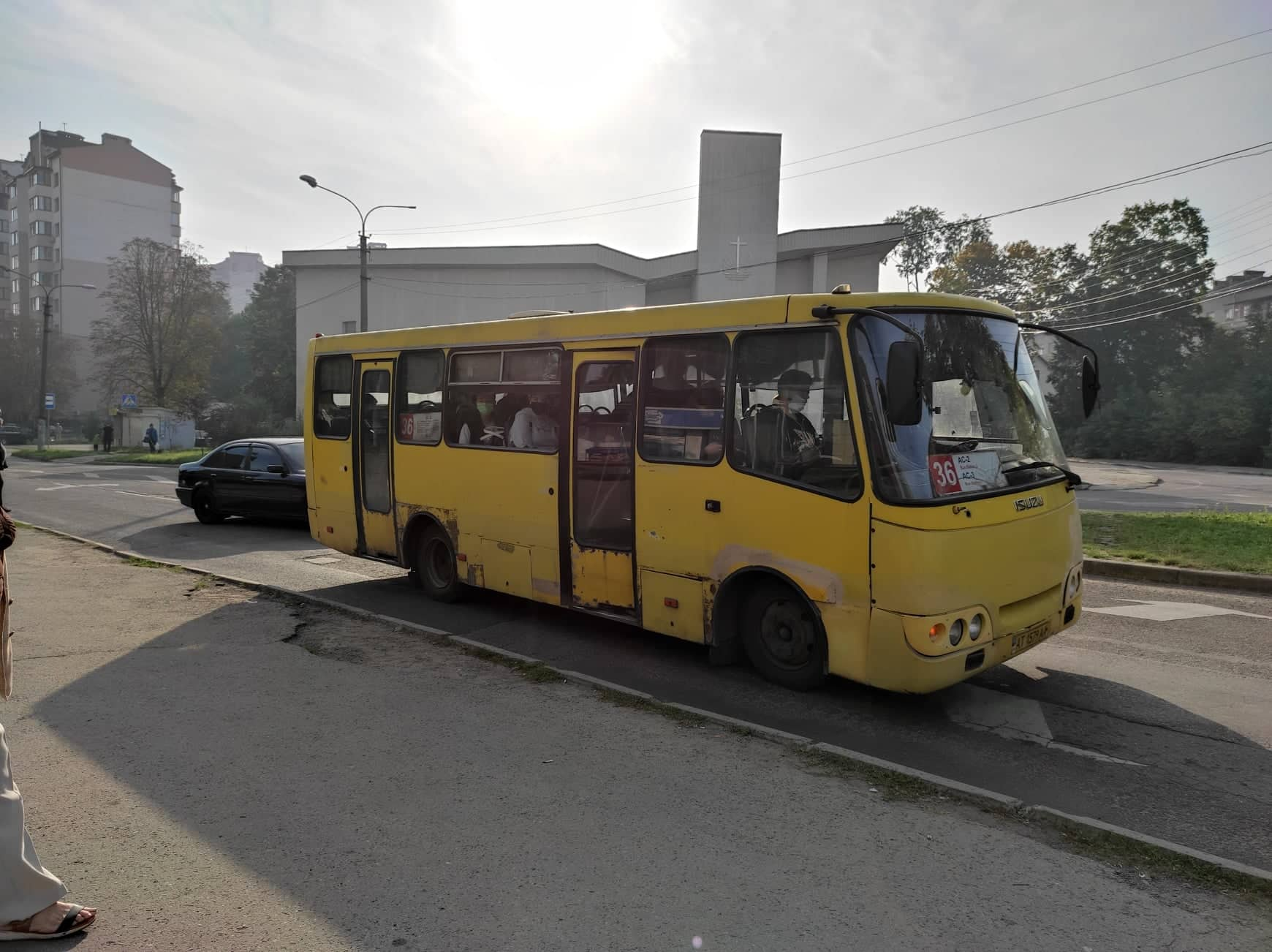
Автобус Богдан А092 приватного перевізника в Івано-Франківську
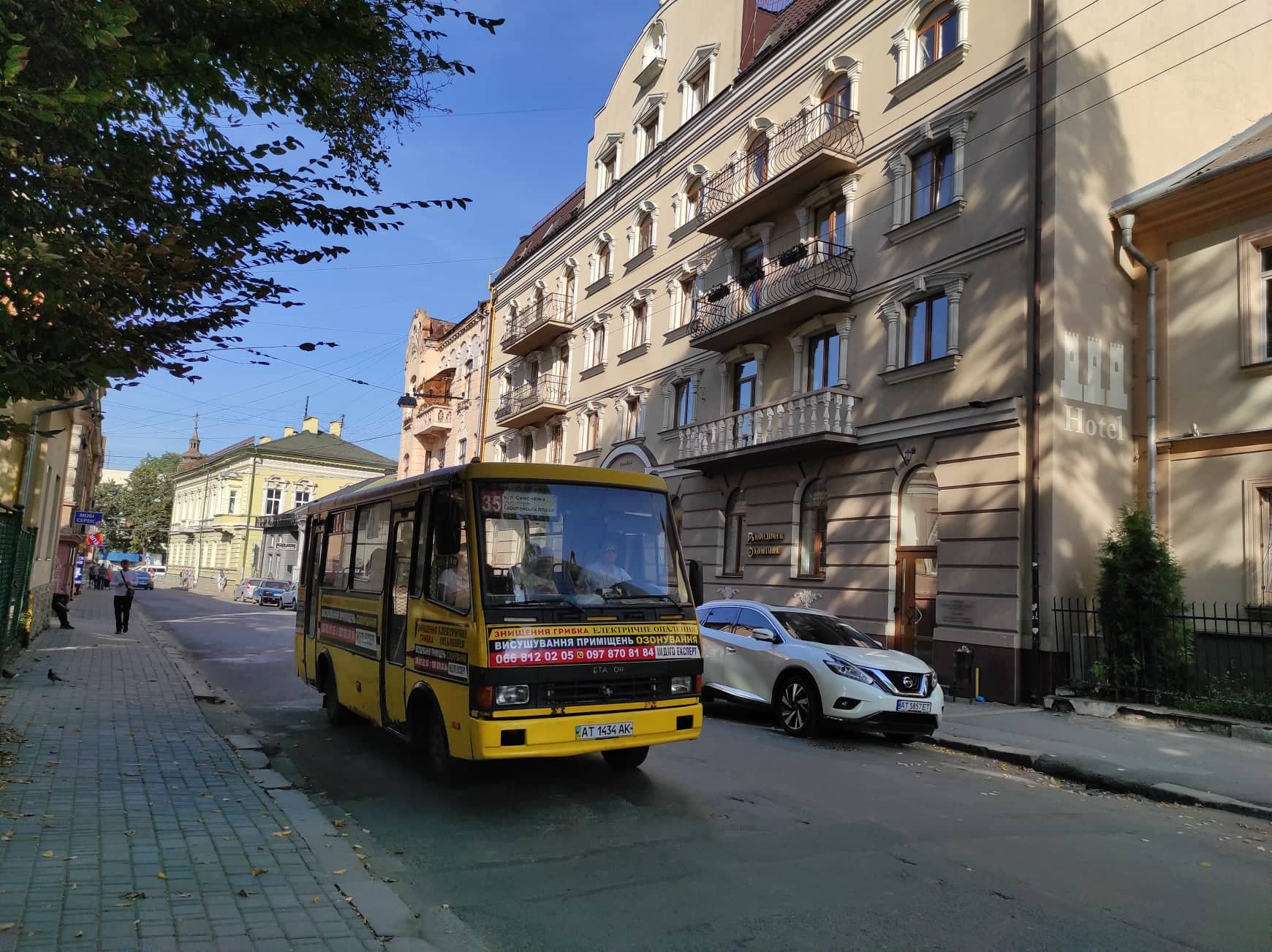
Автобус БАЗ А079 Еталон приватного перевізника у Івано-Франківську
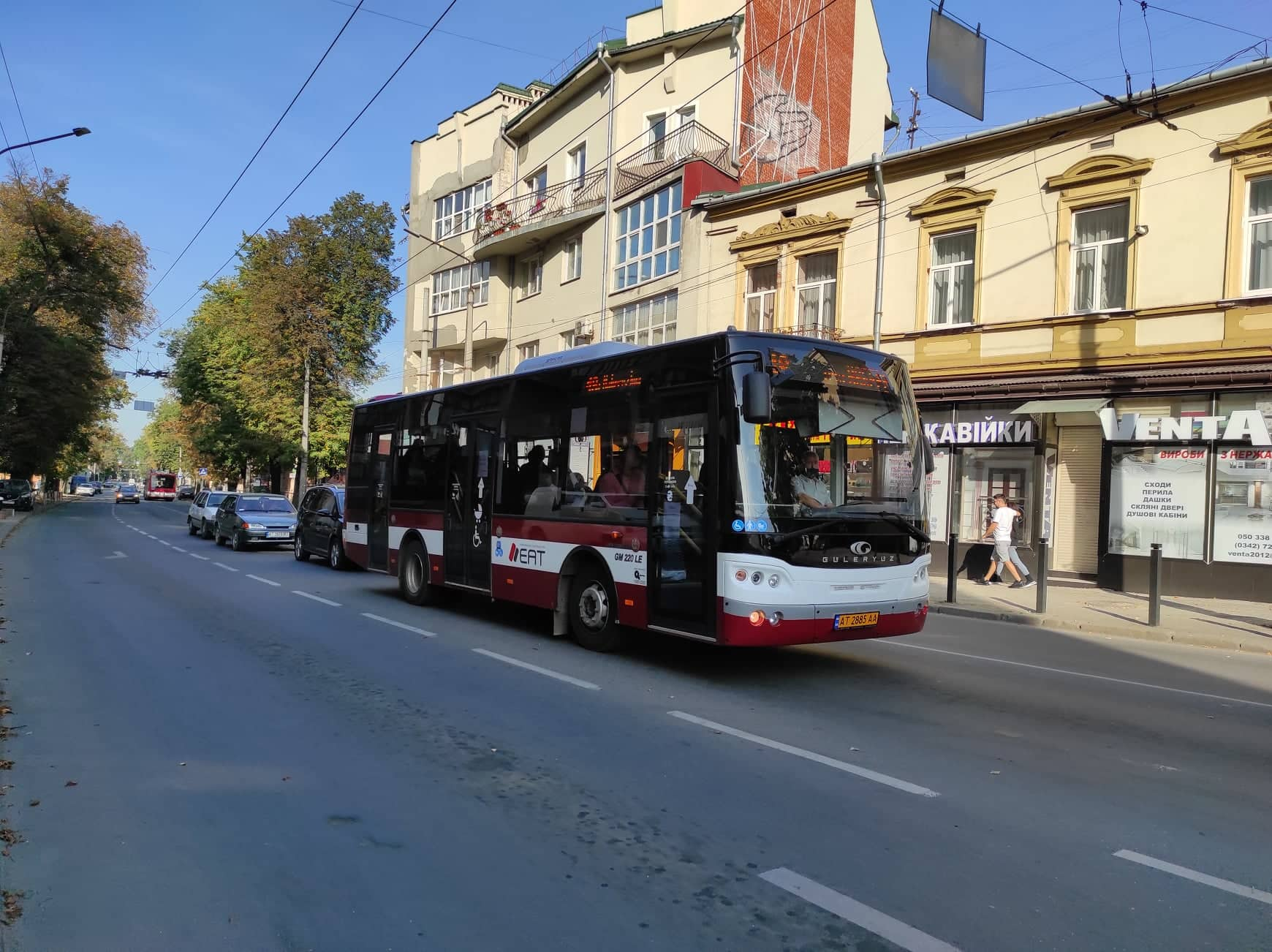
Автобус комунального перевізника турецької марки Güleryüz в Івано-Франківську у 2021 році
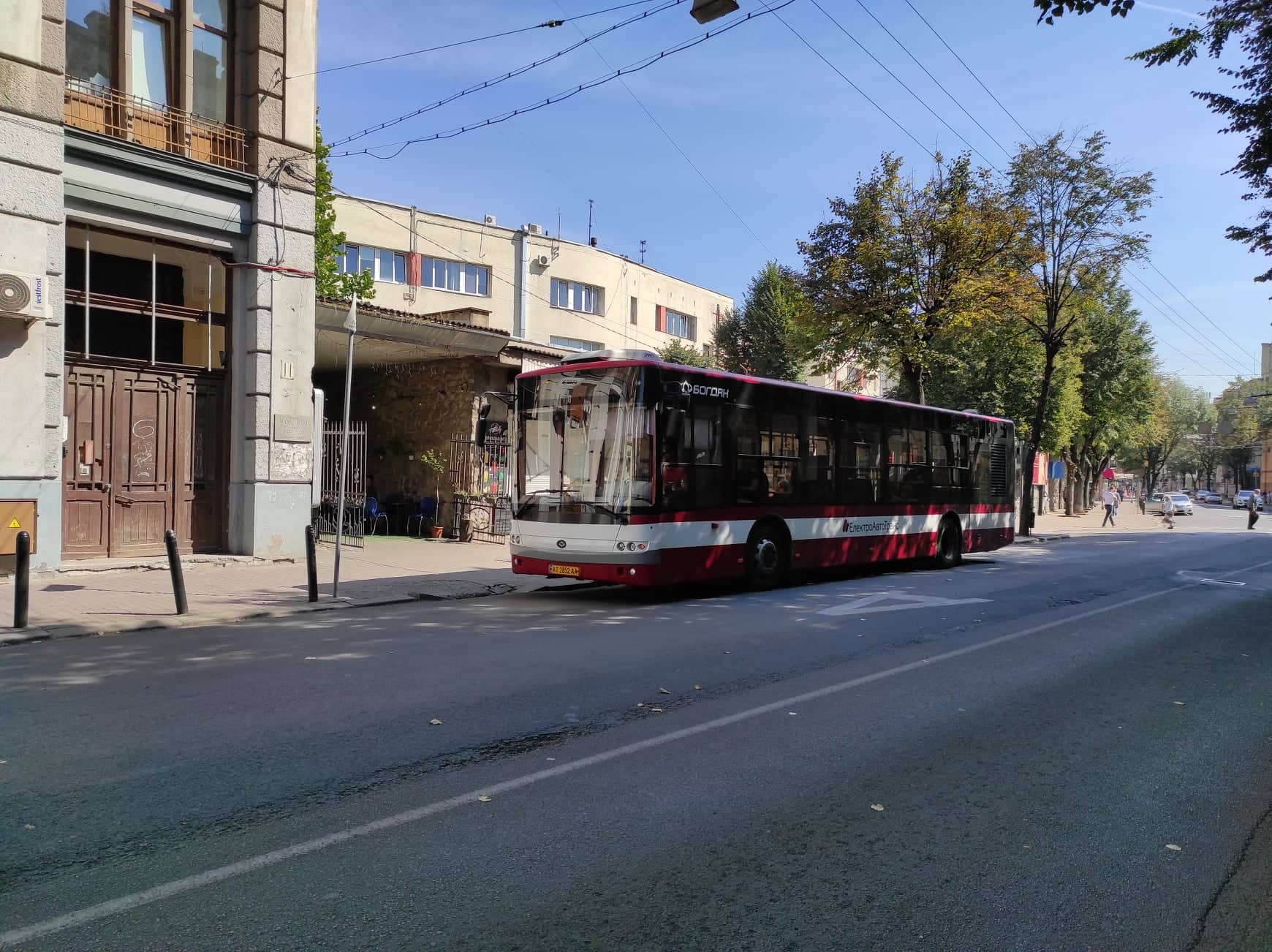
Автобус Богдан А70132 комунального перевізника Електроавтотранс у Івано-Франківську
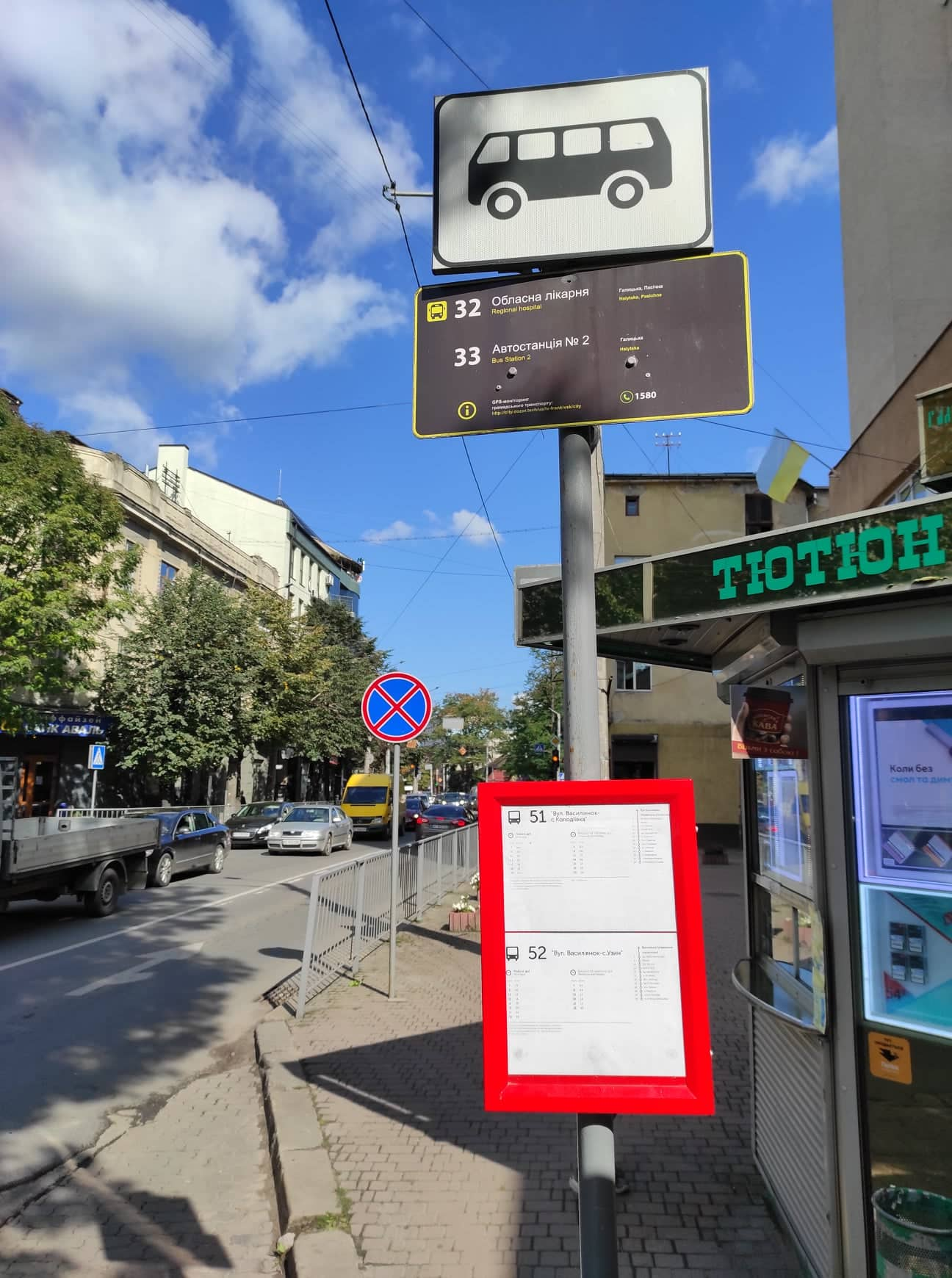
Знак автобусної зупинки та розклад руху у Івано-Франківську
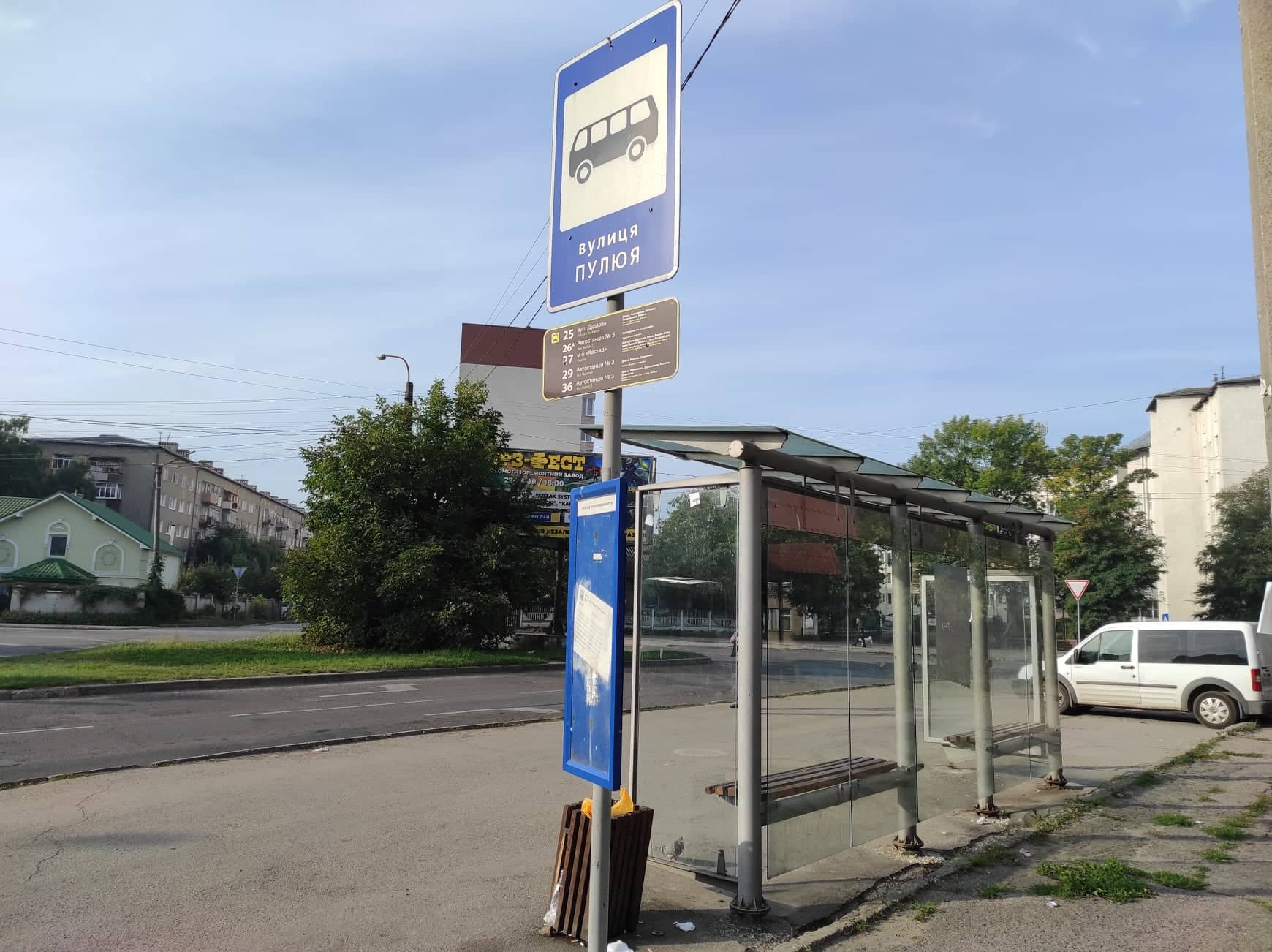
Автобусна зупинка "Івана Пулюя" в Івано-Франківську
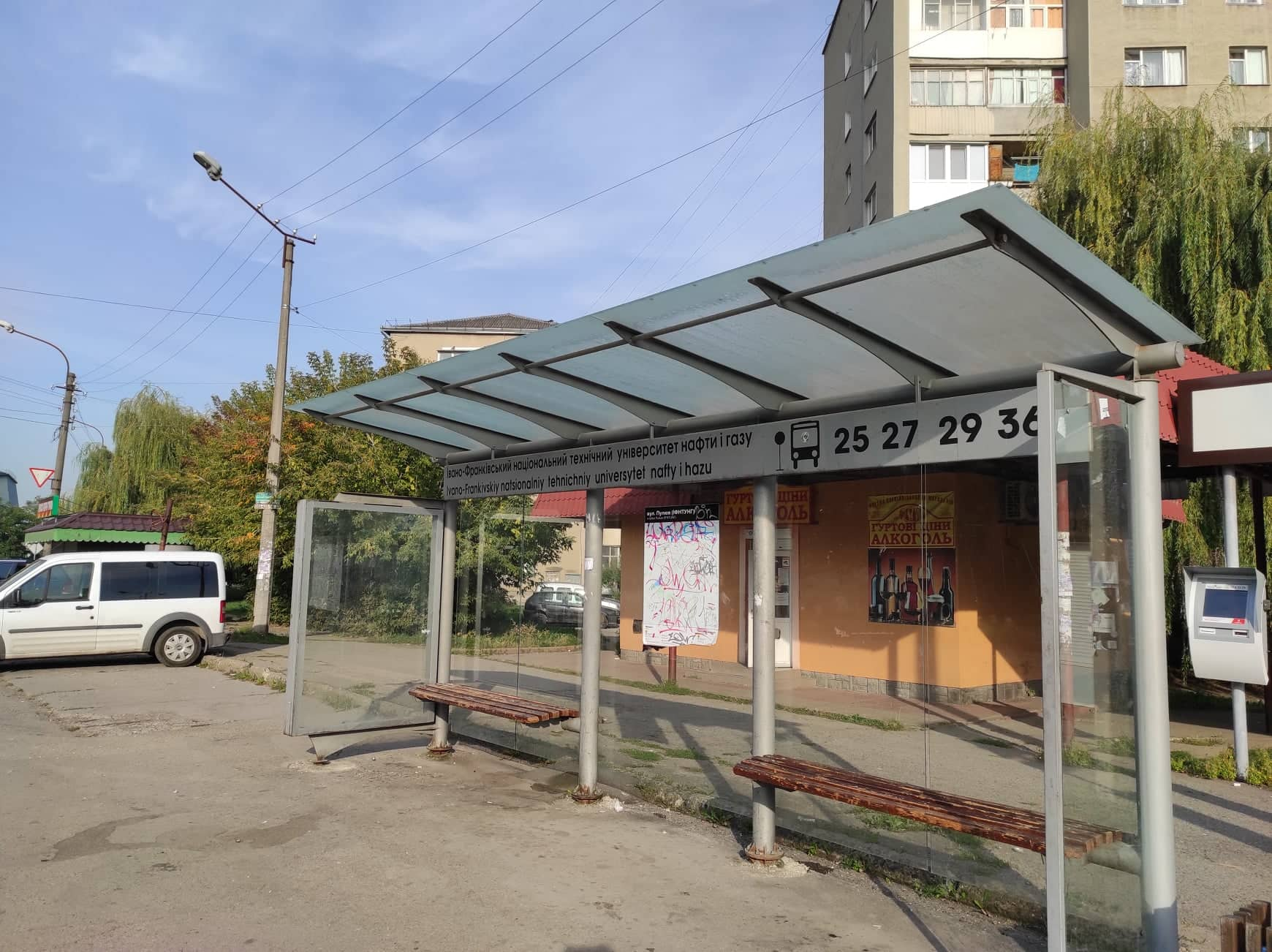
Павільйон автобусної зупинки в Івано-Франківську у 2021 році
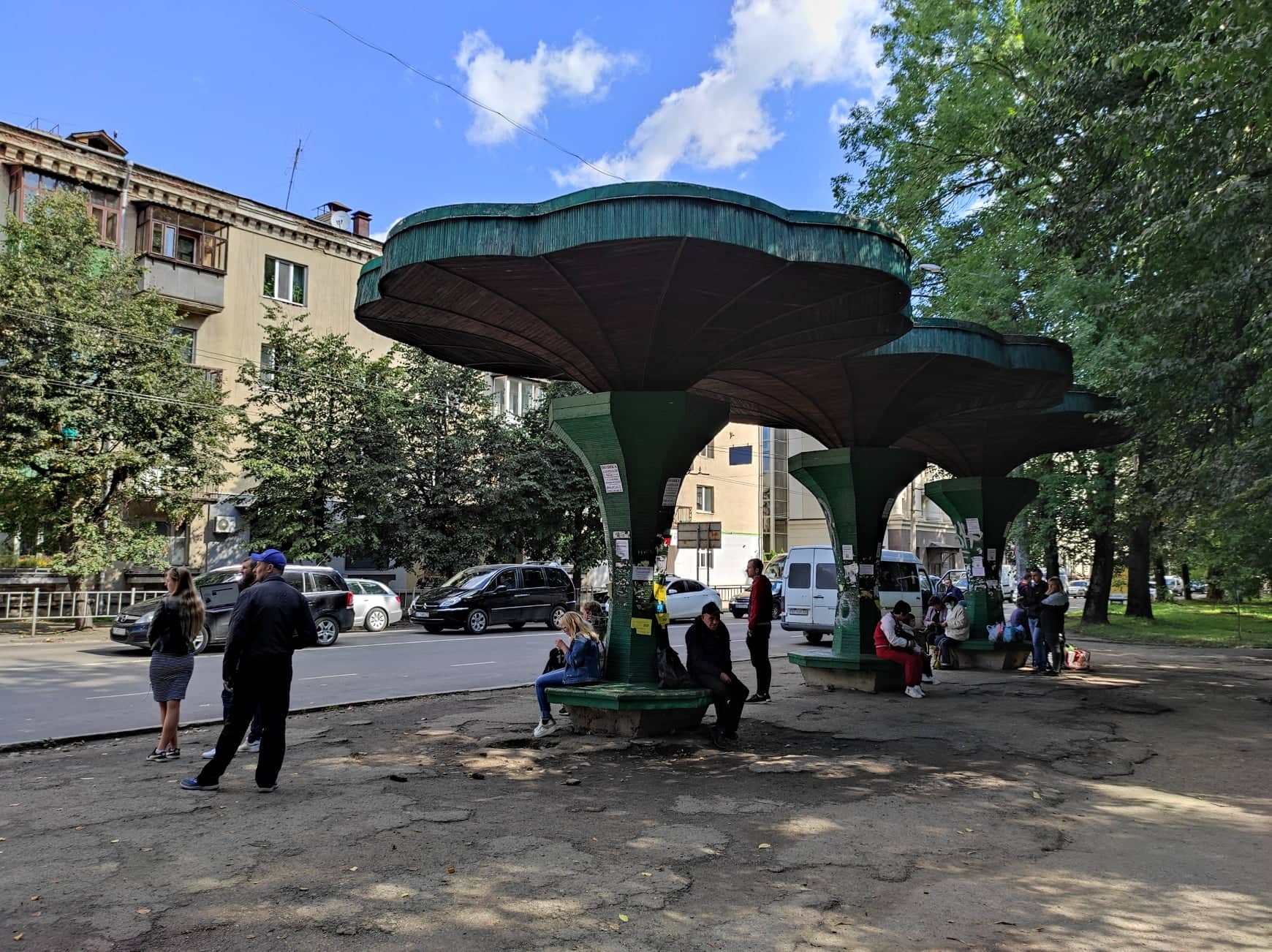
Старий оригінальний павільйон зупинки громадського транспорту в Івано-Франківську у 2021 році